# 小行星4479
小行星4479（4479 Charlieparker）是一颗绕太阳运转的小行星，为主小行星带小行星。该小行星于1985年2月10日发现。

## 轨道参数
小行星4479的轨道半长轴为2.7570637 UA，离心率为0.097。